# Typ Kristall
Die drei Baureihen des Typ Kristall waren eine Serie von Kühlschiffen, die auf der Mathias-Thesen-Werft in Wismar gebaut wurden.

## Vom Typ Polar zum Typ Kristall (1970)
Die Schiffe der Kristall-Klasse (Kristall I 1978, Kristall II 1983, Kristall III) wurden gemeinsam mit der UdSSR entwickelt und seit 1970 vorwiegend für die Fischereiflotten der UdSSR gebaut. Sie dienten der Versorgung der Fischereiflottillen und transportierten den verarbeiteten tiefgefrorenen Fisch in die Heimathäfen. Außerdem waren sie auch für Passagiere eingerichtet, vorwiegend für den Besatzungswechsel der Fischereischiffe. Vorgänger waren die Schiffe der Polar-Klasse (Polar I und Polar II). Sie wurden von langsamlaufenden MAN-Motoren angetrieben, die in Rostock in Lizenz gebaut wurden.
Es waren Kühlschiffe, die nur für Tiefkühlladung eingerichtet waren, sie konnten keine Früchte transportieren. Die Schiffe waren mit entsprechendem Ladegeschirr zur Ladungsübernahme auf hoher See ausgerüstet und hatten riesige Fender an Deck, die beim Ladungsbetrieb auf See zwischen den Schiffen angeordnet wurden. Zur Versorgung wurden neben Treib- und Schmierstoffen auch Trinkwasser, Proviant, Verpackungsmaterial und Ersatzteile zu den Fangflottillen transportiert und übergeben. Die Reichweite der Schiffe beträgt 12.300 Seemeilen.

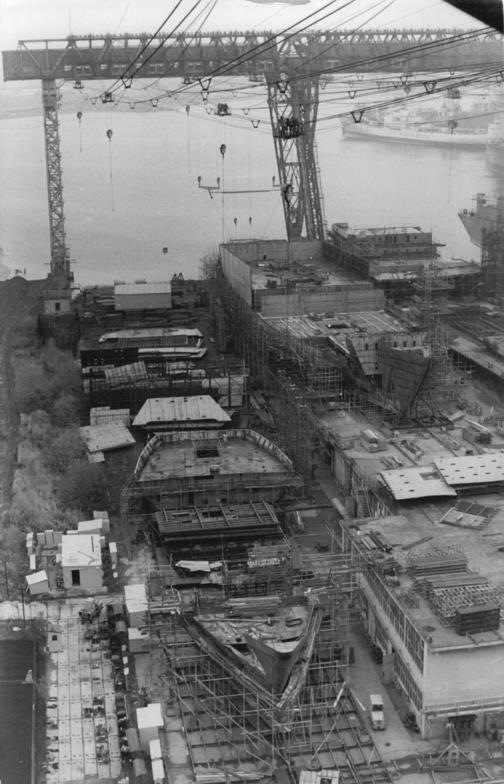
Kühlschiff der Kristall-Klasse im Bau

Die Schiffe wurden für die Übernahme von frischem, gefrorenem und verarbeitetem Fisch von Fischereiflotten auf offener See und den Abtransport der Ladung zum Bestimmungshafen konzipiert. Gleichzeitig sind sie für die Versorgung der Fang- und Verarbeitungsschiffe mit Treibstoff, Proviant, Ausrüstung, Material sowie für die Betreuung der Besatzungen ausgerüstet. An Bord können bis zu 71 Personen untergebracht werden.

## Technik Kristall II
Die Schiffe sind mit Abfallverbrennungs-, Abwasserbehandlungs- und Bilgenwasserentölungsanlagen ausgestattet. Die Raumtemperaturen der vier Laderäume mit einem Gesamtvolumen von 13.300 m³ lassen sich einzeln im Bereich von −8 °C bis −30 °C regulieren. Isolierte, hydraulisch betätigte Faltdeckel dienen zum Verschluss der Laderäume. In den Zwischendecks übernehmen Gabelstapler den Horizontaltransport der Ladung. Die bordeigene Umschlagausrüstung besteht aus einem 5-t-Ladebaum mit 14 Meter Ausladung, sechs 5-t-Ladebäumen mit 18 Meter Ausladung sowie zwei 10-t-Ladebäumen mit 18 Meter Ausladung. Die Ladungsübernahme erfolgt bis Windstärke 6 und je nach Größe der längsseitsliegenden Schiffe in alle vier Luken. Dabei können bis zu 250 t pro Luke in 24 Stunden übernommen werden. Es können insgesamt 7460 t Kühlladung, 488 t Fischmehl und 174 t Fischöl transportiert werden.
Als Hauptantrieb dient ein vom Dieselmotorenwerk Rostock in MAN-Lizenz gebauter, langsamlaufender Kreuzkopf-Schiffsdieselmotor vom Typ K 5 SZ 70/125 BL mit 7600 kW Leistung, mit dem das Einschraubenschiff 17,4 Knoten erreicht. Der Aktionsradius ist mit 12.300 Seemeilen angegeben.
Der Typ Kristall III mit grundsätzlich gleicher Auslegung wurde zwar noch geplant, wurde aber nicht mehr gebaut.

## Umbau vom Tiefkühlschiff zum Kühlschiff
Die Hamburg Trader wurde ursprünglich mit dem Namen Reutershagen als Tiefkühlschiff (Freezer) zum Fischtransport für das VEB Fischkombinat Rostock gebaut. Sie wurde von der griechischen Reederei Target (Piräus) gekauft, 1994 palettenfreundlich umgebaut und erhielt u. a. neue Verdampfer, stärkere Laderaumlüfter für 90fache Luftumwälzung und für die Ladungskühlanlage eine neue Messwerterfassungs- und Regelungsanlage. Dieser Umbau war notwendig, da außer Tiefkühlladung zukünftig auch Fruchtladungen (Temperaturbereich: −30 bis +12 °C) transportiert werden sollte. Sie wurde im April 2010 in Alang (Indien) abgewrackt.